# Mor Katrinas Halmstadsbesök eller Storstadens frestelser
Mor Katrinas Halmstadsbesök eller Storstadens frestelser är en svensk svartvit stumfilm från 1916. Inspelningen ägde rum januari-februari 1916 i Halmstad och premiärvisades på Barnensdags Nöjesfält den 16 september samma år.